# 여왕의 꽃
《여왕의 꽃》은 2015년 3월 14일부터 2015년 8월 30일까지 방영된 문화방송 주말 특별기획 드라마다.

## 줄거리
야망으로 가득 찬 여자와 그가 버린 딸이 재회하게 되면서 벌어지는 일을 그린 드라마.

## 등장 인물

### 주요 인물
- 김성령 : 이수정 → 정은혜 → 레나 정 역 (아역 : 이채미)

명진클리닉 인철의 옛 연인, TNC그룹 장남 민준의 아내로 이솔의 생모.
- 이종혁 : 박민준 역

TNC그룹 장남이자 외식 사업부 본부장.
- 이성경 : 강이솔 (서이솔) 역

TNC그룹 차남 재준의 연인이자 인철과 레나 정의 딸.
- 윤박 : 박재준 역

박회장과 마여사 사이에 태어난 TNC그룹 차남

### TNC그룹
- 선우용여 : 방은아 (방구봉) 역

희라, 창수의 모친.
- 장용 : 박태수 역

TNC그룹의 대표이자 민준, 재준의 부친. 4년후 사망
- 김미숙 : 마희라 역

TNC그룹 안주인이자 박회장의 후처로 재준의 생모.
- 오대환 : 마창수 역

은아의 아들이자 민준, 재준의 외삼촌.

### 이솔 주변 인물
- 조형기 : 허삼식 역

동구, 영구의 아빠.
- 송옥숙 : 구양순 역

은솔의 모친으로 이솔의 양엄마.
- 강태오 : 허동구 역

삼식의 아들로 유라의 연인.
- 이혜인 : 강은솔 역

양순의 딸.
- 최로운 : 허영구 역

삼식의 막내아들.

### 명진클리닉
- 이형철 : 서인철 역

레나 정의 옛 연인, 명진클리닉 병원장이자 이솔, 유라의 생부.
- 장영남 : 최혜진 역

명진클리닉 산부인과 의사, 인철의 아내이자 서유라의 엄마.
- 고우리 : 서유라 역

명진클리닉 외동딸이자 이솔의 배다른동생.

### 그 외 인물
- 양정아 : 정희연 역
- 최은경 : 나 쉐프 역
- 조한철 : 김도신 역
- 이세창 : 줄리앙 역
- 손화령 : 오과장 역
- 박지연 : 홍나리역
- 김지숙 : 방송국장 배수현 역
- 서인우
- 송용태 : 양순의 오빠 역
- 김병춘 : 최민수 역
- 이재욱 : 면접관 역
- 최재호 : 면접관 역
- 이달형 : 고기집 사장 역
- 이신성 : 성수 역
- 성민수 : 김사장 역
- 김채연 : 신지수 역
- 김태영
- 정훈
- 홍석연
- 성찬호
- 김상일
- 조시내
- 이설구
- 박명신
- 육미라
- 남상백
- 천예원
- 이현걸
- 강철성
- 당현석
- 박성균
- 정호
- 이선아
- 서연우
- 이로운
- 구건민
- 은서율
- 이시훈 : 정희망 역

### 특별 출연
- 박수홍 : '대한민국 방송문화대상' MC 역(1회, 45회)
- 강다솜 : '대한민국 방송문화대상' MC 역(1회, 45회)
- 이경실 : '대한민국 방송문화대상' MC 부문 전년도 수상자 역(1회, 45회)
- 레인보우 : 레인보우 역
- 송민형 : 리사따 레스토랑 주인 역
- 김민수 : '압구정 백치미' 주인공 백치미 오빠 역
- 전현무 : '최고의 쉐프를 찾아라' MC 역
- 샘 킴 : '최고의 쉐프를 찾아라' 심사위원 역
- 이혜정 : 이혜정 역
- 미카엘 아쉬미노프 : '최고의 쉐프를 찾아라' 심사위원 역
- 박충선 : 최영남 역
- 김기천 : 비광도사 역
- 정주리 : 유라 친구 역
- 윤진영 : 재준 친구 역
- 강완서 : 재준 친구 역
- 김필수 : 클럽 웨이터 역
- 유승옥 : 요가 강사 역
- 황제성 : '엄마의 밥상' MC 역
- 스스무 요나구니 : 스스무 요나구니 역
- 서인 : 약혼식 사회자 역
- 김민기 : 식당 손님 역
- 홍윤화 : 식당 손님 역
- 성인자 : 레나 정 할머니 역
- 예수정 : 레나 정 어머니 역

## 시청률
최저 시청률과 최고 시청률은 시청률 조사회사와 지역별로 시청률에 차이가 있을 수 있습니다.
| 2015년      | 2015년      | 2015년         | 2015년       | 2015년         | 2015년       |
| 회차        | 방송일      | TNmS 시청률    | TNmS 시청률  | AGB 시청률     | AGB 시청률   |
| 회차        | 방송일      | 대한민국(전국) | 서울(수도권) | 대한민국(전국) | 서울(수도권) |
| ----------- | ----------- | -------------- | ------------ | -------------- | ------------ |
| 제1회       | 3월 14일    | 18.1%          | 20.6%        | 17.1%          | 18.7%        |
| 제2회       | 3월 15일    | 17.1%          | 20.8%        | 16.8%          | 18.7%        |
| 제3회       | 3월 21일    | 19.0%          | 22.8%        | 18.2%          | 19.6%        |
| 제4회       | 3월 22일    | 16.2%          | 19.8%        | 17.0%          | 18.8%        |
| 제5회       | 3월 28일    | 15.5%          | 18.7%        | 14.9%          | 15.9%        |
| 제6회       | 3월 29일    | 14.6%          | 18.0%        | 15.1%          | 15.8%        |
| 제7회       | 4월 4일     | 13.9%          | 16.9%        | 14.6%          | 15.9%        |
| 제8회       | 4월 5일     | 12.9%          | 15.7%        | 14.5%          | 15.6%        |
| 제9회       | 4월 11일    | 14.8%          | 18.2%        | 14.6%          | 14.8%        |
| 제10회      | 4월 12일    | 12.5%          | 14.8%        | 12.9%          | 14.1%        |
| 제11회      | 4월 18일    | 12.1%          | 14.3%        | 13.6%          | 15.4%        |
| 제12회      | 4월 19일    | 12.3%          | 15.0%        | 13.2%          | 14.2%        |
| 제13회      | 4월 25일    | 12.6%          | 14.0%        | 13.6%          | 13.6%        |
| 제14회      | 4월 26일    | 12.2%          | 14.8%        | 13.5%          | 13.5%        |
| 제15회      | 5월 2일     | 14.0%          | 17.3%        | 12.6%          | 13.9%        |
| 제16회      | 5월 3일     | 12.7%          | 14.8%        | 12.9%          | 13.8%        |
| 제17회      | 5월 9일     | 13.8%          | 16.5%        | 13.8%          | 15.0%        |
| 제18회      | 5월 10일    | 13.1%          | 15.9%        | 14.4%          | 15.8%        |
| 제19회      | 5월 16일    | 10.8%          | 12.4%        | 12.0%          | 12.8%        |
| 제20회      | 5월 17일    | 14.5%          | 16.7%        | 14.5%          | 15.7%        |
| 제21회      | 5월 23일    | 11.9%          | 13.7%        | 12.7%          | 13.5%        |
| 제22회      | 5월 24일    | 13.6%          | 15.5%        | 14.4%          | 15.1%        |
| 제23회      | 5월 30일    | 12.7%          | 15.4%        | 11.3%          | 12.5%        |
| 제24회      | 5월 31일    | 14.7%          | 18.5%        | 14.1%          | 15.2%        |
| 제25회      | 6월 6일     | 12.8%          | 16.6%        | 13.0%          | 13.6%        |
| 제26회      | 6월 7일     | 15.0%          | 17.4%        | 15.4%          | 16.7%        |
| 제27회      | 6월 13일    | 13.3%          | 15.5%        | 13.9%          | 15.4%        |
| 제28회      | 6월 14일    | 14.9%          | 18.8%        | 15.6%          | 17.3%        |
| 제29회      | 6월 20일    | 12.7%          | 14.3%        | 12.5%          | 13.4%        |
| 제30회      | 6월 21일    | 15.3%          | 18.4%        | 15.2%          | 15.9%        |
| 제31회      | 6월 27일    | 14.4%          | 16.1%        | 13.9%          | 14.5%        |
| 제32회      | 6월 28일    | 15.2%          | 17.6%        | 14.9%          | 15.6%        |
| 제33회      | 7월 4일     | 13.9%          | 15.9%        | 14.9%          | 15.2%        |
| 제34회      | 7월 5일     | 14.4%          | 16.7%        | 14.9%          | 14.9%        |
| 제35회      | 7월 11일    | 14.9%          | 17.9%        | 15.2%          | 16.6%        |
| 제36회      | 7월 12일    | 14.3%          | 17.0%        | 16.6%          | 17.4%        |
| 제37회      | 7월 18일    | 14.9%          | 16.6%        | 16.1%          | 16.8%        |
| 제38회      | 7월 19일    | 14.9%          | 17.8%        | 16.9%          | 17.4%        |
| 제39회      | 7월 25일    | 16.2%          | 18.3%        | 15.7%          | 16.6%        |
| 제40회      | 7월 26일    | 15.6%          | 18.3%        | 17.7%          | 18.3%        |
| 제41회      | 8월 1일     | 15.3%          | 17.6%        | 16.4%          | 16.5%        |
| 제42회      | 8월 2일     | 15.2%          | 17.4%        | 15.8%          | 16.0%        |
| 제43회      | 8월 8일     | 16.3%          | 18.3%        | 16.0%          | 15.7%        |
| 제44회      | 8월 9일     | 16.5%          | 18.5%        | 17.9%          | 17.9%        |
| 제45회      | 8월 15일    | 15.0%          | 16.5%        | 16.8%          | 17.2%        |
| 제46회      | 8월 16일    | 18.4%          | 19.5%        | 19.2%          | 18.8%        |
| 제47회      | 8월 22일    | 16.9%          | 18.1%        | 18.0%          | 18.9%        |
| 제48회      | 8월 23일    | 18.4%          | 20.2%        | 19.2%          | 19.2%        |
| 제49회      | 8월 29일    | 20.4%          | 20.9%        | 20.4%          | 20.9%        |
| 제50회      | 8월 30일    | 20.4%          | 23.0%        | 22.4%          | 23.0%        |
| 평균 시청률 | 평균 시청률 | 14.8%          | 17.3%        | 15.3%          | 16.2%        |

## 수상
- 2015년 MBC 연기대상 10대 스타상 김성령
- 2015년 MBC 연기대상 특별기획 여자 신인상 이성경

## 사운드 트랙

### Part.1
| #            | 제목                       | 작사           | 작곡         | 가수         | 재생 시간 |
| ------------ | -------------------------- | -------------- | ------------ | ------------ | --------- |
| 1.           | 〈Say I Love You〉         | 유현종, 박민정 | 유현종       | 써니힐       | 3:31      |
| 2.           | 〈Say I Love You (Inst.)〉 |                | 유현종       |              | 3:31      |
| 총 재생 시간 | 총 재생 시간               | 총 재생 시간   | 총 재생 시간 | 총 재생 시간 | 7:02      |

### Part.2
| #            | 제목                        | 작사         | 작곡         | 가수         | 재생 시간 |
| ------------ | --------------------------- | ------------ | ------------ | ------------ | --------- |
| 1.           | 〈우리 사랑인가요〉         | 이나영       | 김홍일       | 김연지       | 3:55      |
| 2.           | 〈우리 사랑인가요 (Inst.)〉 |              | 김홍일       |              | 3:55      |
| 총 재생 시간 | 총 재생 시간                | 총 재생 시간 | 총 재생 시간 | 총 재생 시간 | 7:50      |

### Part.3
| #            | 제목             | 작사         | 작곡         | 가수         | 재생 시간 |
| ------------ | ---------------- | ------------ | ------------ | ------------ | --------- |
| 1.           | 〈Love〉         | 김진훈       | 김진훈       | 여은         | 3:59      |
| 2.           | 〈Love (Inst.)〉 |              | 김진훈       |              | 3:59      |
| 총 재생 시간 | 총 재생 시간     | 총 재생 시간 | 총 재생 시간 | 총 재생 시간 | 7:58      |

## 동시간대 드라마
- 징비록 (KBS1, 2015년 2월 14일 ~ 2015년 8월 2일)
- 내마음 반짝반짝 (SBS, 2015년 1월 17일 ~ 2015년 4월 12일)
- 이혼 변호사는 연애중 (SBS, 2015년 4월 18일 ~ 2015년 6월 14일)
- 너를 사랑한 시간 (SBS, 2015년 6월 27일 ~ 2015년 8월 16일)
- 애인 있어요 (SBS, 2015년 8월 22일 ~ 2016년 2월 28일)